# 西南普法尔茨县
西南普法尔茨县（德語：Landkreis Südwestpfalz）是德国莱茵兰-普法尔茨州南部的一个县，首府皮尔马森斯。

## 地理
西南普法尔茨县北面与凯撒斯劳滕县，东北面与巴特迪克海姆县和兰道市，东面与南魏恩施特拉瑟县，南面与法国的下莱茵省和摩泽尔省，西面与萨尔州的萨尔普法尔茨县和莱茵兰-普法尔茨州的直辖市茨韦布吕肯相邻，莱茵兰-普法尔茨州的直辖市皮尔马森斯被西南普法尔茨县完全包围在内。